# OK Daruvar
OK Daruvar je odbojkaški klub iz Daruvara, Bjelovarsko-bilogorska županija. Sastoji se od nekoliko muških i ženskih ekipa raznih uzrasta, od najmlađih kadeta do seniora. 
 
Muška ekipa kluba se u sezoni 2024./25. natječe u 2. hrvatskoj odbojkaškoj ligi – Regija Sjever, ligi trećeg stupnja hrvaskog odbojkaškog prvenstva za muškarce. 

## Povijest
Odbojkaški klub "Daruvar" osnovan je 1946. godine na području Grada Daruvara. 
 
Muška ekipa se do sezone 2012./13. pretežno natjecala u najvišem rangu hrvatskog prvenstva, ostvarivši drugo mjesto u sezoni 1998./99. kao najveći uspjeh. 

## Uspjesi
Prvenstvo Hrvatske / Prva liga
- doprvaci: 1998./99.
- trećeplasirani / polufinalisti: 2010./11.

## Vanjske poveznice
- OK Daruvar , facebook stranica
- Odbojkaški klub Daruvar, instagram stranica
- localgymsandfitness.com, OK Daruvar
- ok-daruvar.hr, wayback arhiva (2009.)
- natjecanja.hos-cvf.hr, OK DARUVAR
- zos.hr, OK DARUVAR
- (engl.) hos-web.dataproject.com, OK Daruvar
- sofascore.com, OK Daruvar
- rezultati.com, Daruvar
- sportilus.com, ODBOJKAŠKI KLUB DARUVAR
- bjelovarac.hr, OK Daruvar